# Phaulostylus
Phaulostylus là một chi nhện trong họ Salticidae.